# Toy Story

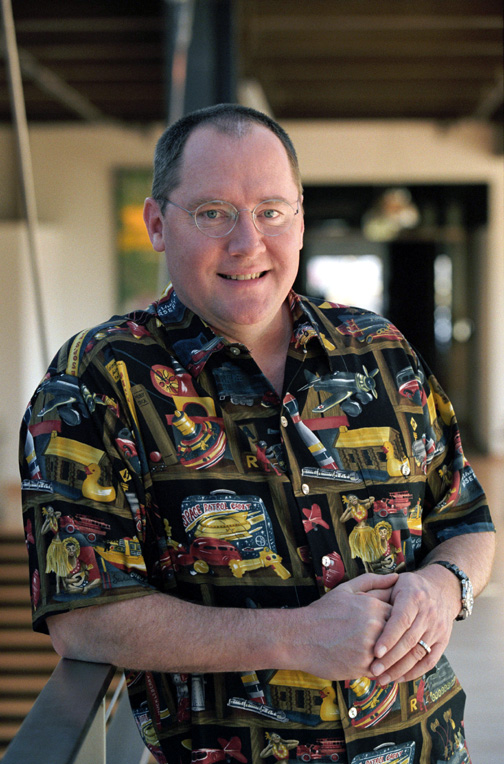
John Lasseter, reżyser filmu

Toy Story – film animowany produkcji amerykańskiej z 1995 roku stworzony przez firmę Pixar we współpracy z firmą Disney. Pierwszy film pełnometrażowy stworzony całkowicie przy użyciu techniki komputerowej (CGI).

## Opis fabuły
Film opowiada o zabawkach Andy’ego. Jego ulubieńcem jest kowboj imieniem Chudy. Do kolekcji Andy’ego zaliczają się m.in. zabawki: pies Cienki, Pan Bulwa czy zielony dinozaur Rex. W dniu swoich urodzin Andy dostaje w prezencie Buzza Astrala – astronautę, który „spycha” w kąt Chudego, stając się ulubioną zabawką chłopca. Chudy jest zazdrosny o nową zabawkę. Któregoś dnia przypadkowo pozbywa się Buzza, przez co inne zabawki odwracają się od niego. Chudy postanawia jednak naprawić wyrządzoną szkodę i przyprowadzić Buzza z powrotem do domu. Sąsiad Andy’ego – Sid dostaje w swoje ręce kowboja oraz astronautę i chce ich wysadzić w powietrze. Buzz i Chudy muszą więc uciekać.

## Obsada głosowa
- Tom Hanks – Chudy (oryg. Woody) – figurka kowboja, z kółeczkiem na plecach, którego pociągnięcie powoduje, że Chudy wypowiada jedną ze standardowych formułek, np. „W moim bucie jest wąż”, „jesteś moim najlepszym zastępcą” bądź „ktoś zatruł studnię”; ulubiona zabawka Andy’ego, przywódca zabawek Andy’ego.
- Tim Allen – Buzz Astral (oryg. Buzz Lightyear) – figurka astronauty walczącego z Zurgiem; początkowo myśli, że nim rzeczywiście jest, sądzi, że posiada laser (dioda świecąca), że potrafi latać (małe skrzydła na sprężynce) oraz że baza się z nim skontaktuje (nagrany głos Buzza uruchamiany przyciskiem); Andy dostał go na urodziny; zepchnął Chudego z pierwszego miejsca wśród zabawek, którymi lubi bawić się Andy; swoje imię otrzymał na cześć znanego astronauty Buzza Aldrina.
- Don Rickles  – pan Bulwa (oryg. Mr. Potato Head) – antropomorficzny kartofelek, który marzy o żonie, Pani Bulwie, którą siostra Andy’ego dostała na gwiazdkę.
- Jim Varney – Cienki (oryg. Slinky Dog) – jamnik, przyjaciel Chudego, środkowa część tułowia jamnika to sprężyna, przydaje się w wielu akcjach zabawek.
- Wallace Shawn – Rex – figurka tyranozaura, mająca kompleks niższości. Pojawia się także w filmie Potwory i spółka.
- John Ratzenberger – Hamm, świnka skarbonka.
- Annie Potts – pastereczka Bou (oryg. Bo Peep) – jasnowłosa pasterka, miłość Chudego.
- John Morris – Andy Davis – właściciel większości zabawek występujących w filmie.
- Erik von Detten – Sid Phillips – sąsiad Andy’ego, który na koszulce nosi wizerunek czaszki i jest wrogiem zabawek.
- Laurie Metcalf – pani Davis – matka Andy’ego i Molly.
- Sarah Freeman – Anka Phillips (oryg. Hannah Phillips) – siostra Sida.
- R. Lee Ermey – Sierżant (oryg. Sarge) – dowódca plastikowych żołnierzy, które często pomagają innym zabawkom.
- Penn Jillette – spiker

### Wersja polska
- Robert Czebotar – Chudy
- Tomasz Konieczny – Buzz
- Jan Kulczycki – pan Bulwa
- Krzysztof Krupiński – Cienki
- Tomasz Sapryk – Rex
- Emilian Kamiński – Hamm
- Edyta Jungowska – pastereczka Bou
- Łukasz Wytrębowicz – Andy Davis
- Grzegorz Drojewski – Sid Phillips
- Maria Reif – pani Davis
- Urszula Janowska – Anka Phillips
- Jarosław Boberek – Sierżant
- Piotr Borowiec – spiker

## Odbiór

### Box office
Film Toy Story przyniósł blisko 192 miliony dolarów z dystrybucji w Stanach Zjednoczonych i Kanadzie oraz ponad 171 mln w pozostałych państwach; razem 363 miliony przychodu z biletów, przy budżecie szacowanym na trzydzieści.

### Krytyka w mediach
Film spotkał się z bardzo dobrą reakcją krytyków. W agregatorze recenzji Rotten Tomatoes 100% z 90 recenzji jest pozytywne, a średnia ocen wystawionych na ich podstawie wyniosła 9,02 na 10. Z kolei w agregatorze Metacritic średnia ważona ocen z 26 recenzji wyniosła 95 punktów na 100.

### Nagrody i nominacje
- Oscary 1996:[6].
  - Najlepszy scenariusz oryginalny – Joss Whedon, Andrew Stanton, Joel Cohen, Alec Sokolow, John Lasseter, Pete Docter oraz Joe Ranft (nominacja)
  - Najlepsza muzyka – Randy Newman (nominacja)
  - Najlepsza piosenka oryginalna („Ty druha we mnie masz”, oryg. You've Got a Friend in Me) – Randy Newman (nominacja)
  - Nagroda za szczególne osiągnięcie – John Lasseter (wygrana) („Za opracowanie i inspirujące zastosowanie technik, które umożliwiły stworzenie pierwszego pełnometrażowego filmu fabularnego wykonanego przy pomocy animacji komputerowej”)
- Złote Globy 1996:[6]
  - Najlepszy film komediowy lub musical – John Lasseter (nominacja)
  - Najlepsza piosenka oryginalna („Ty druha we mnie masz”) – Randy Newman (nominacja)
- Nagrody Annie 1996:[6]
  - Najlepszy animowany film fabularny (wygrana)
  - Najlepszy animator – Pete Docter (wygrana)
  - Najlepszy reżyser – John Lasseter (wygrana)
  - Najlepsza muzyka – Randy Newman (wygrana)
  - Najlepszy producent – Bonnie Arnold i Ralph Guggenheim (wygrana)
  - Najlepsze kierownictwo produkcji Ralph Guggenheim (wygrana)
  - Najlepsze osiągnięcie techniczne (wygrana)
  - Najlepsza rola głosowa – Tom Hanks jako szeryf Chudy (nominacja)
  - Najlepszy scenarzysta – Andrew Stanton, Joss Whedon, Joel Cohen i Alec Sokolow (wygrana)

## Kontynuacje
Kontynuacja filmu, Toy Story 2, pojawiła się w kinach w  1999 roku i również odniosła sukces artystyczny i komercyjny. Trzecia część,  Toy Story 3 pojawiła się w 2010 i była uznawana za ostatni film serii, lecz 17 lipca 2012 Pixar potwierdził, że powstanie Toy Story 4, planowany pierwotnie na 2015 rok Jego premiera została jednak przeniesiona, najpierw na rok 2017, a potem na 2019.